# Anna Theodora Eugster-Züst
Anna Theodora Eugster-Züst (* 29. August 1860 in Heiden; † 19. Dezember 1938 in Speicher; heimatberechtigt in Lutzenberg) war eine Schweizer Pietistin und Armenpflegerin aus dem Kanton Appenzell Ausserrhoden.

## Leben
Anna Theodora Eugster-Züst war eine Tochter von Johann Konrad Züst, Fabrikant, Oberrichter und Oberst, und der Karoline Goldschmidt. Im Jahr 1887 heiratete sie Howard Eugster. Sie war eine Schwägerin von Ernst Steiger-Züst. Nach der Sekundarschule trat Eugster in die Töchteranstalt der württembergischen Brüdergemeinde Wilhelmsdorf ein. Danach verbrachte sie ein Jahr in der Westschweiz und absolvierte eine Krankenschwester-Lehre in der Diakonissenanstalt Riehen. Vor ihrem Umzug nach Speicher engagierte sich Eugster von 1887 bis 1909 in Hundwil als «Gemeindemutter» in der Armenpflege. Während fünfzig Jahren war sie eine stark pietistisch ausgerichtete Sonntagsschullehrerin. Auf kantonaler Ebene setzte sie sich für das Pflegekinderwesen und die Töchterfürsorge ein.